# Rugby universitario en los Estados Unidos

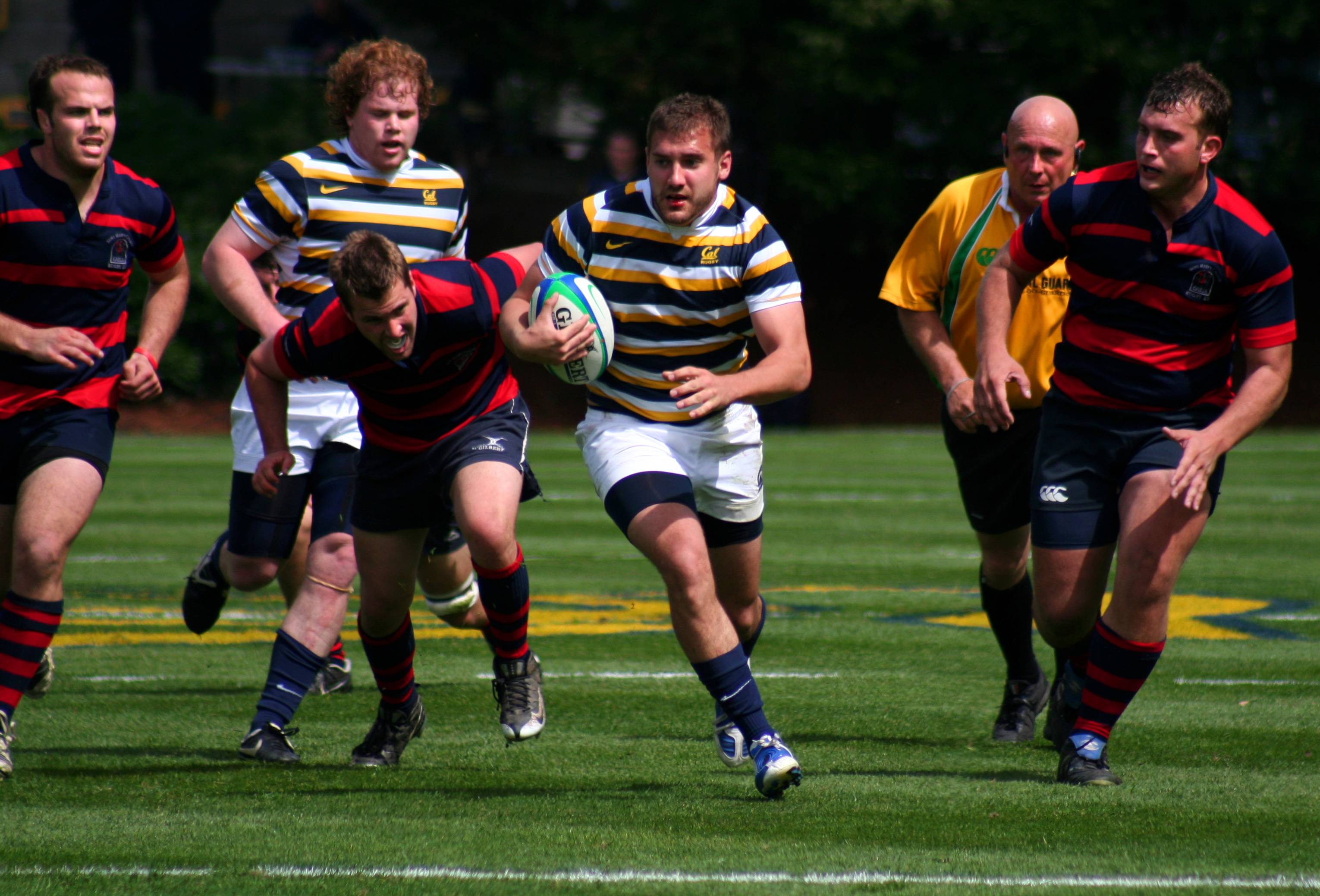
Partido entre Cal y Gaels, en 2010.

El rugby universitario en los Estados Unidos existe desde el siglo XIX, se juega prácticamente en todas las universidades y es organizado por la NCR (mayoritariamente), USA Rugby y en la rama femenina por la NCAA.
En los años 2000 el rugby fue el deporte universitario de más rápido crecimiento en aquel país, cuando su popularidad aumentó aproximadamente un 350 % (los rugbistas activos aumentaron de 18.500 a 65.000). Ergo, el rugby es también el deporte de más rápido crecimiento en los Estados Unidos.
La Major League Rugby implementó su primer Draft MLR colegiado en 2020. Los jugadores son elegibles para el draft después de 3 años en la universidad y con una edad mínima de 21 años. Los agentes libres pueden intentar unirse a equipos desde los 18 años.

## Historia

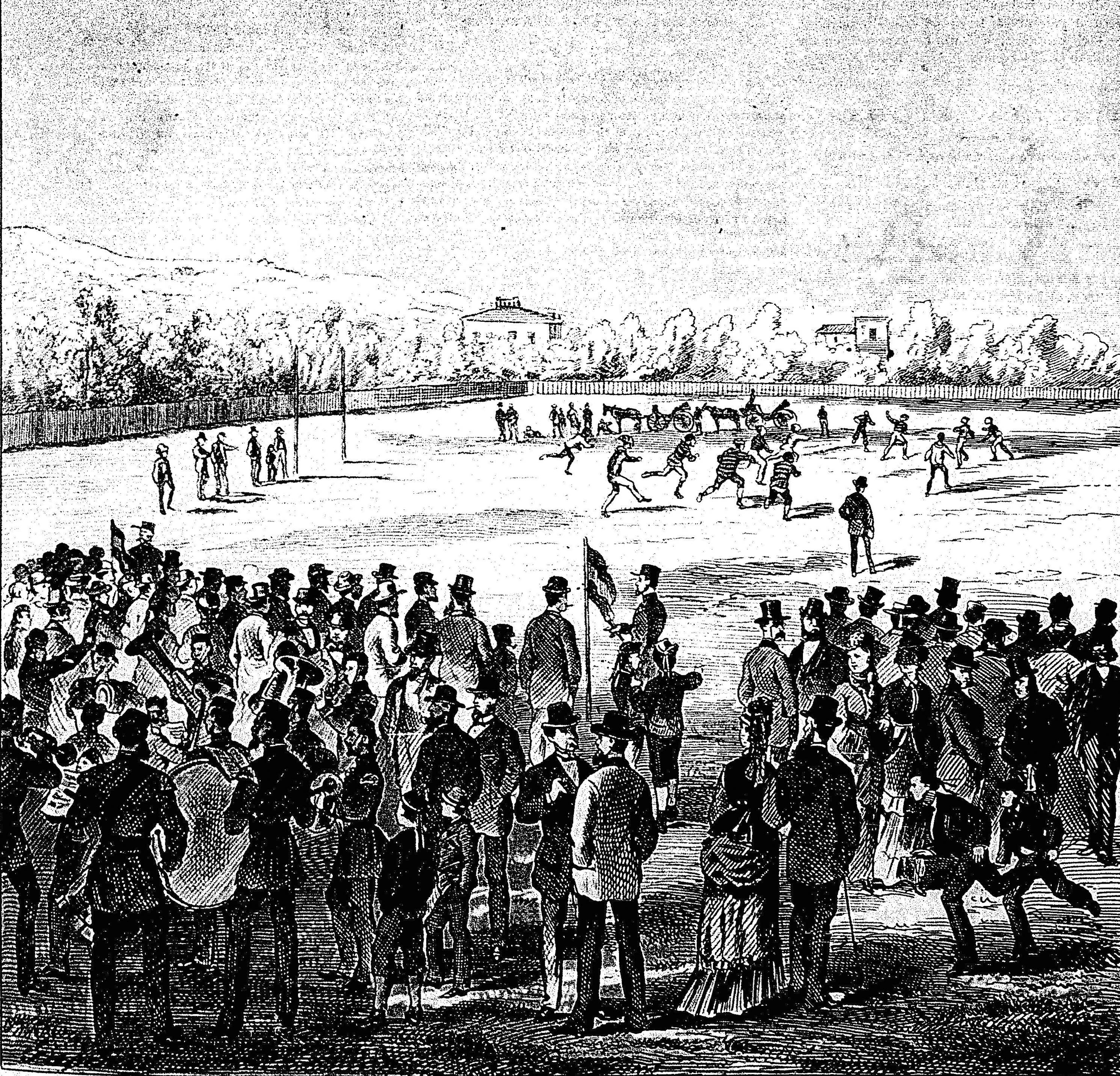
Ilustración de la época del primer partido.

El primer partido registrado sucedió en octubre de 1874, cuando se enfrentaron Harvard vs. Mcgill.
En los años 1960 el rugby realmente encontró un punto de apoyo en las universidades, lideradas por las universidades católicas como Notre Dame y particularmente las universidades jesuitas como Boston College y St. Joseph's en Filadelfia, en aquella época George W. Bush lo jugaba en la Universidad Yale. La revista Sports Illustrated nombró campeón nacional a Notre Dame en 1966 y en 1967 a California Golden Bears Rugby, después de derrotar a Notre Dame por 37-3.

### Campeonato Nacional
En 1980 se creó la College Premier Division, un campeonato que reunía a los ganadores de las conferencias de todo el país en playoffs y determinaba al campeón nacional. California ha ganado la mayor cantidad de títulos masculinos, con Air Force y BYU también ganando múltiples campeonatos.
En 2010 el formato de la Premier Division se modificó para seguir el modelo de las competiciones de la NCAA y de esta manera se creó la División 1-A Rugby, donde 67 universidades (incluidas la armada, el ejército y la fuerza aérea) se distribuyeron en ocho conferencias y los ganadores de cada una se enfrentan en eliminatorias hasta consagrar un campeón. Excepto por la pandemia de COVID-19, el torneo nunca se interrumpió.

### Actualidad
Hoy en día, el rugby es el deporte de más rápido crecimiento en los campus universitarios. Los 32 000 jugadores universitarios registrados en 2010 marcaron un aumento del 14 % con respecto a los 28 000 jugadores universitarios de 2008. Más de 180 clubes universitarios de rugby comenzaron entre 2010 y 2014. La Organización Nacional de Rugby de Pequeñas Universidades creció de 85 equipos en 2007 a más de 200 equipos masculinos en 2012. Varias escuelas han aumentado sus inversiones en programas de rugby masculino y femenino mediante la creación de programas de rugby con estatus universitario o cuasi-universitario y financiamiento para becas, y Notre Dame y Texas han mejorado sus programas de rugby del estatus de "club" al de "olímpico". " estado.
Ha habido un mayor interés en el rugby universitario (particularmente en el rugby a siete) de la televisión desde el anuncio del Comité Olímpico Internacional en 2009 de que el rugby volvería a los Juegos Olímpicos de verano en 2016. La competencia universitaria de rugby a siete de más alto perfil es el Collegiate Rugby Championship (CRC), que comenzó en 2010. 

## Organización

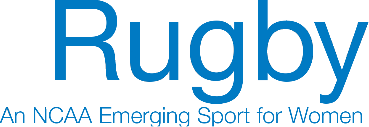
Logotipo de la NCAA auspiciando el rugby femenino.

En los Estados Unidos, el rugby universitario estaba tradicionalmente gobernado por (en orden descendente de autoridad): USA Rugby, uniones geográficas (GU) y uniones de área local (LAU) (p. ej., NERFU ) y administrado por un Comité de gestión de la universidad.  En 2011, USA Rugby instó a los programas de rugby universitario a adoptar nuevas estructuras de conferencias como las conferencias utilizadas por sus otros programas deportivos. El ejemplo de más alto perfil fue la formación de la Ivy Rugby Conference en 2009. Este movimiento marcó un alejamiento de los LAU y GU como órganos rectores del rugby universitario regional.
El rugby universitario a menudo se denomina deporte de club porque los equipos generalmente son administrados por un departamento de deportes del club de estudiantes en lugar del departamento de atletismo intercolegial. Algunas escuelas han promovido el rugby al estado universitario, comprometiendo recursos para becas y entrenadores pagados, o le han dado al rugby un estatus elevado por debajo del estado universitario completo. La NCAA no tiene autoridad sobre el rugby universitario masculino, pero 27 escuelas han optado por gobernar sus equipos femeninos bajo todos los estatutos aplicables de la NCAA para el reclutamiento y la elegibilidad, bajo el programa Emerging Sports for Women de la NCAA.
En 2019, a raíz de la declaración de quiebra de USA Rugby, se formó la College Rugby Association of America (CRAA) para supervisar las divisiones masculina y femenina de alto nivel.

## Participación

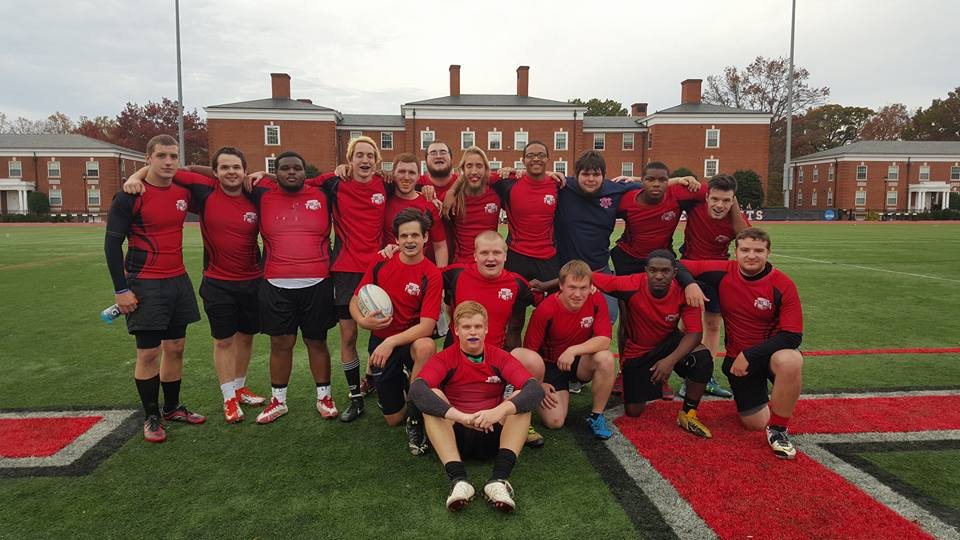
Equipo de la Universidad de Lynchburg, otoño boreal de 2015.

El invierno y la primavera son las estaciones principales para las conferencias en las regiones del Pacífico, Noroeste y Sur; el otoño es la temporada principal de conferencias en el noreste, el Atlántico medio y el medio oeste superior. Las conferencias establecen horarios de juego en la temporada primaria, mientras que en la temporada secundaria los equipos a menudo organizan partidos amistosos o se enfocan en jugar rugby 7.
USA Rugby mantiene pautas de elegibilidad de los jugadores, administradas por los sindicatos del área local. Los jugadores universitarios generalmente tienen cinco años de elegibilidad de rugby desde el momento en que se gradúan de la escuela secundaria. Los asuntos disciplinarios en el campo generalmente son manejados por los sindicatos del área local, mientras que los asuntos disciplinarios fuera del campo son gobernados por la institución académica y el sindicato del área local. El programa de seguro CIPP de USA Rugby brinda seguro de responsabilidad civil a jugadores, equipos, administradores y anfitriones de campo a cambio del pago de una cuota anual. Aproximadamente una cuarta parte de los programas universitarios de rugby ofrecen ayuda financiera a sus jugadores.
Los destacados jugadores universitarios de rugby son reconocidos como All-American y éstos pueden integrar la selección juvenil.

### Lesiones
El rugby universitario tiene tasas de lesiones mucho más altas que el fútbol americano universitario. Los tipos de lesiones son similares, pero el rugby tiene más lesiones en los brazos.

## Divisiones
La competencia universitaria se divide en varios niveles:
- La más alta es la División 1-A Rugby para hombres y la División I Elite para mujeres.
- División I-AA para hombres y División I para mujeres
- División II
- National Collegiate Rugby
- La Asociación Nacional Intercolegial de Rugby (NIRA) separada consta de programas de rugby femenino NCAA DI, II y III que se adhieren a las reglas organizativas de la NCAA en virtud de un acuerdo sancionador con USA Rugby.[23]

USA Rugby generalmente permite que las universidades seleccionen la división en la que la universidad cree que encajaría mejor. La mayoría de las escuelas permanecen en la misma división año tras año, pero hay excepciones. Las escuelas que han tenido éxito en una división en particular pueden ascender, pero no están obligadas a hacerlo; del mismo modo, las escuelas con bajo rendimiento pueden descender de división, pero no están obligadas a hacerlo. Las escuelas exitosas pueden tener diversas razones para rechazar la promoción. Por ejemplo, una escuela puede preferir permanecer en su conferencia actual frente a los rivales tradicionales, o una escuela con un presupuesto pequeño puede resistirse a los gastos de viaje adicionales que podrían surgir al cambiar de división y conferencia.
Un movimiento significativo entre las divisiones masculinas ocurrió en 2011 cuando USA Rugby separó la División I en División IA e I-AA. Este nuevo arreglo hizo que las escuelas de la División I eligieran una u otra, con 31 escuelas uniéndose a la División IA y la mayoría de las escuelas de la División I uniéndose a la División I-AA. Además, la creación de la División I-AA hizo que varias escuelas exitosas de la División II pasaran a la División IA. Las estructuras de división en evolución provocaron cambios significativos en las escuelas entre las Divisiones IA e I-AA en los años siguientes, con la mitad de los 31 miembros originales de D IA saliendo a fines de 2013, y nuevas escuelas de divisiones inferiores tomando su lugar.

## Pequeñas universidades

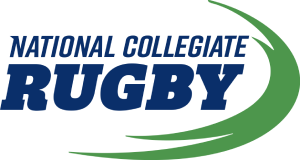
La National Collegiate Rugby se encamina a imponerse como organizador del rugby universitario.

La Small College Rugby (anteriormente llamada División III) está gobernada por la National Collegiate Rugby, organismo creado para brindar una salida competitiva a las universidades pequeñas que de otro modo no tendrían la oportunidad de competir en un escenario nacional.
Cada año, la NCR organiza torneos masculinos y femeninos. En el masculino, destaca la NCR Champions Cup.

### Quiebra de USA Rugby
Debido a la quiebra de USA Rugby en 2021, la organización del rugby universitario se tornó en un caos y finalmente se dividió.
La National Collegiate Rugby (NCR), existente desde 2007 y organizadora de las competencias para las universidades pequeñas (División III), desafió la estructura existente y se expandió más allá para incluir las divisiones superiores y universidades más fuertes. Las conferencias de hombres y mujeres eligieron cada una como conferencias individuales (en algunos casos, las escuelas dentro de las conferencias también eligieron) para alinearse con USA Rugby o NCR.

#### Mujeres
Doce conferencias de mujeres que jugaron históricamente en la DII, dejaron la supervisión de USA Rugby para unirse a la NCR.
A partir de 2021, el rugby universitario femenino dentro de NCR se divide entre Small College y Open Division. La División Abierta, a la que NCR ahora se refiere como su DI, está formada por equipos de estas 12 conferencias.
Según Goff Rugby Report, los equipos femeninos DI Elite son parte de la College Rugby Association of America, al igual que la mayoría de las conferencias DI femeninas (ocho conferencias) y las independientes. También hay un par de conferencias DII o híbridas dentro del CRAA.
La American Collegiate Rugby Association es un grupo de cuatro conferencias femeninas de nivel DII que permanecen bajo la égida de USA Rugby, que incluía 62 equipos a partir de junio de 2020.
Los programas universitarios de mujeres en NIRA operan su propia competencia y campeonato de temporada regular.

#### Hombres
En 2021 la mayoría de las conferencias de la División II se alinearon con la NCR.
Dos conferencias masculinas que jugaron DIA en 2019 se unieron a NCR en 2021, al igual que tres conferencias DIAA. Bajo NCR, compitieron en el otoño de 2021 como DI y DIAA, con postemporadas separadas.
El DIAA masculino se dividió drásticamente en 2021, con postemporadas dirigidas por NCR y CRAA en el otoño. También hubo una postemporada dirigida por CRAA en la primavera de 2022. Según Goff Rugby Report, no había forma de tener un único campeón nacional masculino de la DIAA en 2021-2022.
En 2021, hay cinco conferencias DIA masculinas más independientes bajo USA Rugby/CRAA.

## Rugby femenino

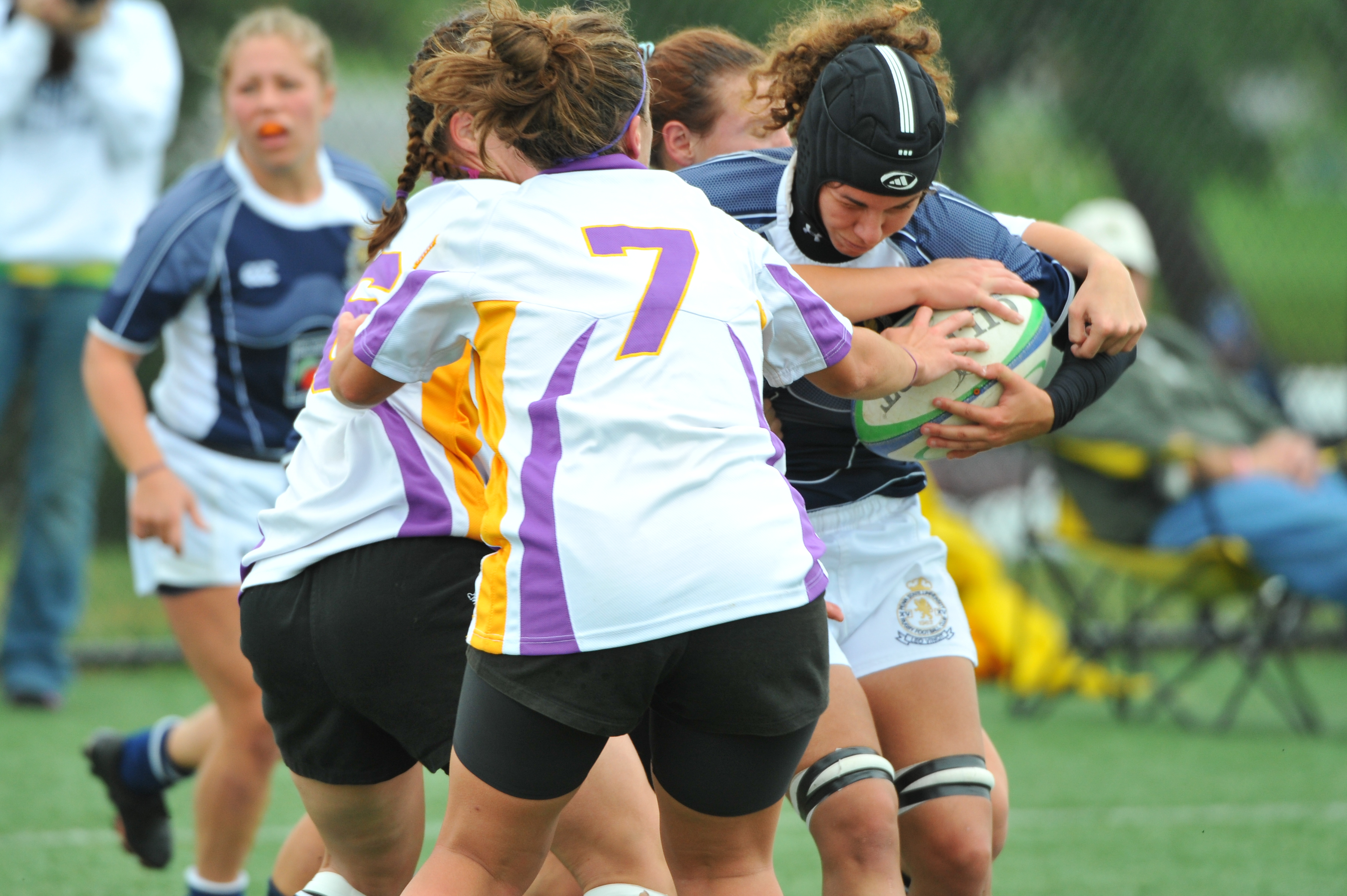
Penn State contra la Universidad de West Chester de Pensilvania, 2008.

Desde 2002, un número creciente de escuelas ha comenzado a incorporar el rugby femenino como deporte de la NCAA. Estos programas de rugby femenino han recibido la sanción de la Asociación Atlética Colegial Nacional . La NCAA ha identificado el rugby femenino como un deporte emergente para mujeres de la NCAA . Un "deporte emergente" debe obtener el estatus de campeonato (mínimo 40 programas universitarios para deportes de equipo, excepto 28 para la División III) dentro de 10 años, o mostrar un progreso constante hacia esa meta para permanecer en la lista. Hasta entonces, está bajo los auspicios de la NCAA y sus respectivas instituciones. El estado de deporte emergente permite que la competencia incluya equipos de clubes para satisfacer el número mínimo de competencias establecido por el estatuto de la NCAA.
La NCAA identificó el rugby femenino como un "deporte emergente" en 2002 a la luz del hecho de que casi 350 clubes universitarios de rugby femenino estaban activos.  El crecimiento fue inicialmente lento, con solo 5 programas de la NCAA para mujeres formándose en los primeros años. El impulso por el estatus de rugby de la NCAA recibió un impulso en 2009 cuando el Comité Olímpico Internacional anunció que el rugby regresaría a los Juegos Olímpicos de Verano en 2016. Aunque las escuelas de la División I de la NCAA eliminaron 72 equipos deportivos universitarios femeninos durante 2008-2012 debido a la recesión económica, los programas de rugby femenino crecieron en número durante ese período de tiempo.
A partir del otoño de 2022, la NCAA sancionó el rugby para 27 escuelas en 3 divisiones. Los programas actuales de rugby femenino de la NCAA incluyen lo siguiente: Esta liga se conoce como la Asociación Nacional de Rugby Intercolegial (NIRA)
Para la temporada 2022-23, la Universidad de Princeton se unirá como equipo NCAA D1.

## Organización regional
La estructura del juego universitario ha evolucionado significativamente en los últimos años. Para aumentar la comerciabilidad del juego, muchos rivales tradicionales se han consolidado en conferencias que se asemejan a las principales conferencias de la NCAA, como Pac-12 y Big Ten.

### Conferencias

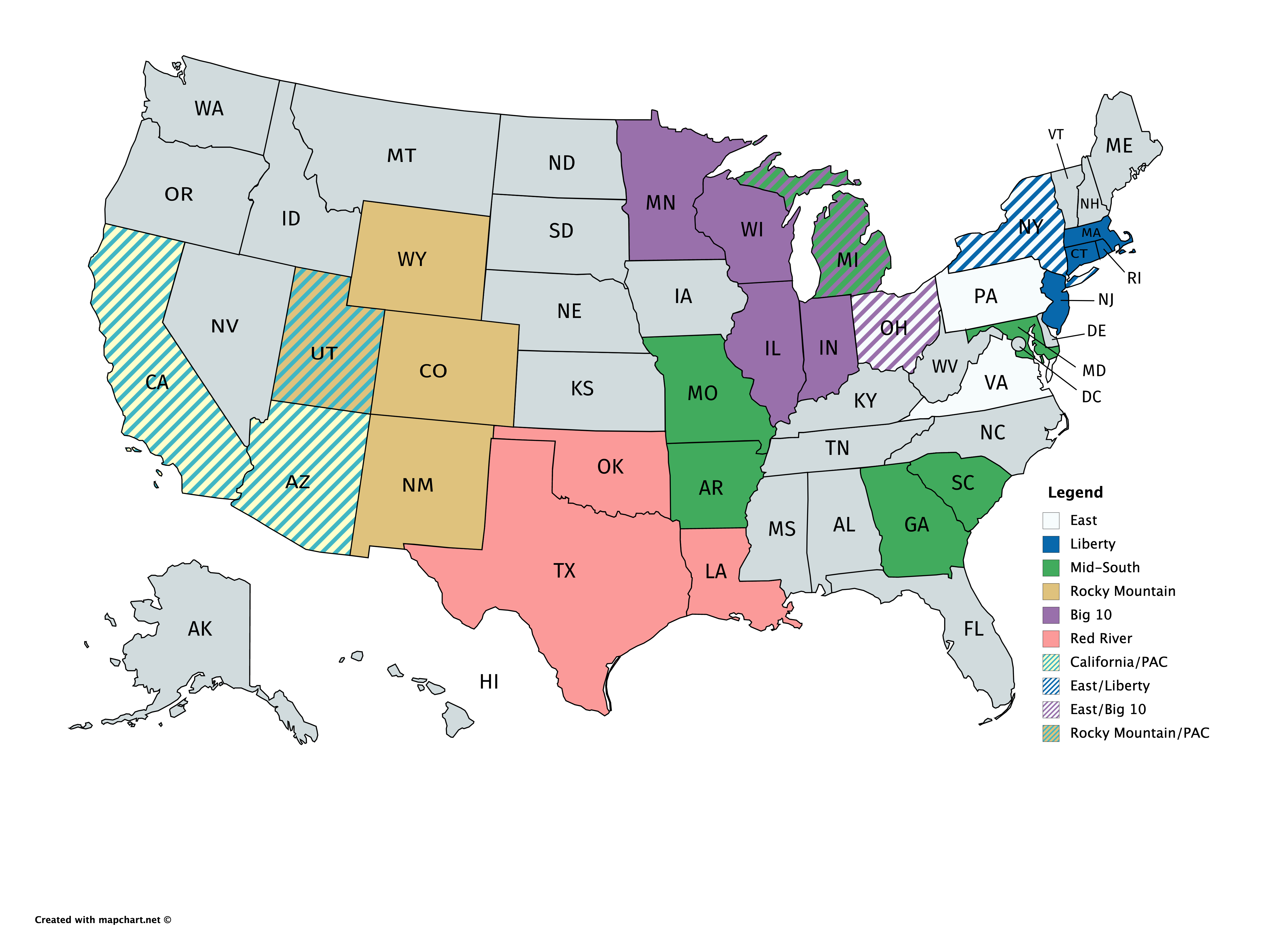
Conferencias de la División 1.

Alrededor de 2010, los programas de rugby universitario comenzaron a realinearse en estructuras de conferencias que reflejan las conferencias tradicionales de la NCAA utilizadas por otros programas atléticos de las escuelas miembro. El primer ejemplo de alto perfil fue la formación de la Ivy League Rugby Conference en 2010. Tras la organización de las escuelas de la Ivy League, los miembros de la Conferencia de la Costa Atlántica y la Conferencia del Sureste hicieron lo mismo en 2010.

#### Conferencia Ivy Rugby
La Ivy Rugby Conference se formó y tuvo su primera temporada completa en 2009. El IRC se formó para fomentar una mejor competencia entre los equipos de rugby de las escuelas de la Ivy League y para elevar la calidad del juego. Ha tenido un éxito consistente en atraer intereses comerciales. Formó comités para administrar la liga, independientemente de las LAU y las TU. Antes de la formación del IRC, los clubes de las ocho escuelas de la Ivy League habían competido en el Ivy Rugby Championship Tournament desde 1969.

#### Conferencia Southeastern Collegiate Rugby
En diciembre de 2010, un grupo central de escuelas fundadoras formó la Conferencia de Rugby Colegiado del Sureste (SCRC). Para abril de 2010, el SCRC se había expandido a 11 escuelas, lo que comprendía a todos los miembros de la Conferencia Sureste (SEC) de la NCAA en ese momento, excepto Arkansas . Tennessee ganó el Southeastern Collegiate Rugby Sevens Championship de 2010 venciendo a LSU 19-17 y repitió en el SCRC Olympic Sevens Championship de 2011, venciendo a Florida 26-14 en la final. Al igual que otras conferencias, la SCRC también ha disfrutado de un éxito comercial, anunciando en el otoño de 2010 que la SCRC había formado acuerdos de asociación comercial con Adidas y World Rugby Shop.
La Southeastern Collegiate Rugby Conference, formada por las 11 escuelas SEC antes mencionadas, se creó a fines de 2010 y comenzó a jugar en la temporada 2011-12. Florida Gators ganó el título de la conferencia en la temporada inaugural, derrotando Tennessee Volunteers en el partido por el campeonato. Aunque desde entonces la SEC se ha expandido a 14 escuelas, la membresía de SCRC permanece en 11.

#### Conferencia Pacific Athletic
Varios miembros de la conferencia Pac-12 acordaron en la primavera de 2012 formar una conferencia que comenzaría a jugar en la temporada 2012-13.

### Otras conferencias
Nueve programas de rugby D1A compiten actualmente en la conferencia Big Ten Universities, que se fundó en 2012. La Red River Conference, que reemplazó a la Allied Rugby Conference en 2014-15, está compuesta principalmente por equipos de lo que había sido Big 12 South desde 1996 hasta 2011. La Southwest Conference (SWC) se creó en 2011 con miembros fundadores de siete escuelas de Texas. Inmediatamente se agregó la Universidad de Texas y Texas ganó la conferencia en la temporada inaugural 2011-12.